# Norberto Mola
Norberto Mola   (Torí, 26 de setembre de 1902 - Asti, 2 de setembre de 1973) va ser un director de cor i director d'orquestra italià.
Es va graduar musicalment, en la seva ciutat natal amb els mestres, F. Bufaletti, Cordone i Rolle, va començar la seva activitat artística als teatres provincials, però també va treballar a Milà (Teatro Carcano, Teatro Dal Verme, Teatro alla Scala), a la Arena de Verona, al Teatro Regio de Torí a Balbo, a San. Martino, al Romano, com a professor substitut o director d'orquestra en òperes, opereta, revistes i ballets.
Després de dues temporades d'estiu al Teatre Puccini de Rodes com a director d'orquestra, el 1925 va ser convocat a la Scala, de Milà per Arturo Toscanini amb el càrrec de professor i director suplent per a les actuacions de dansa; ocuparà el càrrec des de fa diversos anys, convertint-se així en el professor substitut del cor de Vittore Veneziani.
Romanent sempre dins de la Scala a l'abril de 1951 va ser nomenat director del cor per celebrar el cent-cinquentenari del Teatre Comunale Giuseppe Verdi de Trieste. De 1951 va ser sempre el director del cor per a la temporada d'estiu a "Castello di San Giusto" a la ciutat a Trieste. Des 1955 es va convertir en el director del cor del "Teatre alla Scala", dirigint també en la gira realitzada en totes les capitals europees. Va acabar la seva carrera professional a Verona el 1963 (a causa dels límits d'edat). Però a la tardor del mateix any va reprendre la seva activitat a partir de gira per Dallas (Texas), on exerciria el càrrec de "Chorus Master" a l'Òpera Cívica, durant nou temporades consecutives. Al mateix temps, el 1964, la seva gira a Rio de Janeiro a Brasil va tenir molt èxit.
Amant apassionat de les muntanyes, sovint compartia opinions i experiències amb el seu amic fraternal i alpinista Ettore Zapparoli.
Va morir a Asti el 2 de setembre de 1973, descansant al cementiri de Villar Dora, un poble situat a la desembocadura de la Vall de Susa.

## Discografia
- 1955 - Puccini, Madama Butterfly - amb Maria Callas, Jeddah, Karajan (Naxos Historical)
- 1955 - Bellini, La Sonnambula - amb Maria Callas, Giuseppe Modesti, Orquestra i Cor de la Scala, Dir. Leonard Bernstein (EMI Classics)
- 1955 - Mascagni, Cavalleria rusticana - amb Giuletta Simionato, Antonino Votto, Orquestra i Cor del Teatro alla Scala de Milà (Myto Records)
- 1989 - Bellini, Norma (Àngel Records)
- 1990 - Maria Callas i Giuseppe di Stefano - Duets d'Òpera italiana - Herbert von Karajan, Orquestra i Cor del Teatro alla Scala de Milà, (Emi Classic)
- 2002 - Donizetti, L'elisir d'amore (Angel Records)